# Tennis en Suisse

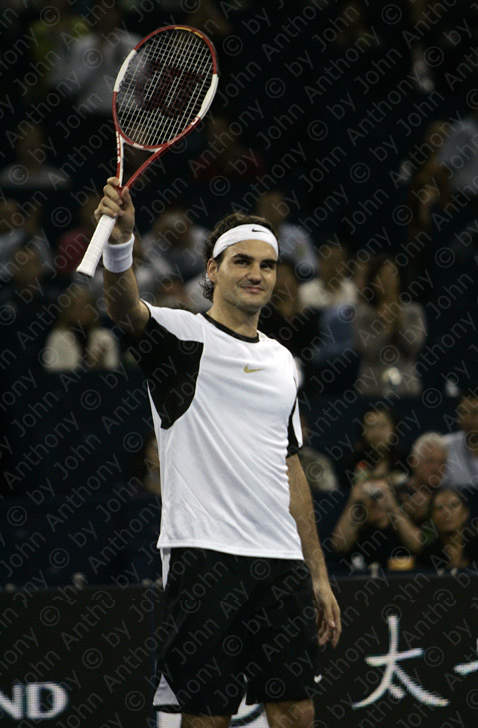
Federer en 2006.

Le tennis suisse peut être immédiatement rapproché de Roger Federer, numéro 1 mondial pendant 310 semaines, mais aussi de trois autres joueurs ayant intégré le top 10 mondial de l'ATP : Stanislas Wawrinka 3e, Jakob Hlasek 7e et Marc Rosset 9e. 
13 joueurs suisses en tout ont intégré le top 100 avec, outre Federer, Wawrinka, Hlasek et Rosset, Heinz Günthardt 22e, Claudio Mezzadri 26e, George Bastl 71 , Michel Kratochvil 35e, Marco Chiudinelli 52e, Roland Stadler 68e, Henri Laaksonen 95e, Marc-Andrea Hüsler et Dominic Stricker
Pour la première fois, le 12 mai 2008, deux Suisses figurent dans le Top 10 du classement ATP avec la 1re place de Roger Federer et la 10e de Stanislas Wawrinka.
Huit joueurs ont atteint les quarts de finale en simples en tournoi du Grand Chelem : Hector Fisher (1), Boris Maneff (1), Max Ellmer (1), Jakob Hlasek (1), Heinz Günthardt (2), Marc Rosset (2), Stanislas Wawrinka (15) et Roger Federer (52).
Chez les femmes, 4 joueuses ont intégré le top 10 mondial de la WTA : Martina Hingis, plus jeune numéro 1 mondial de l'histoire pendant 209 semaines, Patty Schnyder 7e, Belinda Bencic 7e et Timea Bacsinszky 9e.